# Distrito de Nuevo Chimbote
El distrito de Nuevo Chimbote es uno de los nueve que conforman la provincia del Santa, ubicada en el departamento de Áncash en el Perú.

## Geografía
Limita al norte con el distrito de Chimbote y al sur con los de Nepeña y Samanco. Al oeste de la misma se encuentra el Océano Pacífico, en el que se adentra la Península del Ferrol, la que encierra junto a las islas Blanca y Ferrol, la Bahía de Chimbote. El clima es desértico subtropical con precipitaciones casi nulas. La temperatura oscila entre 28 °C en verano y 13 °C en invierno.

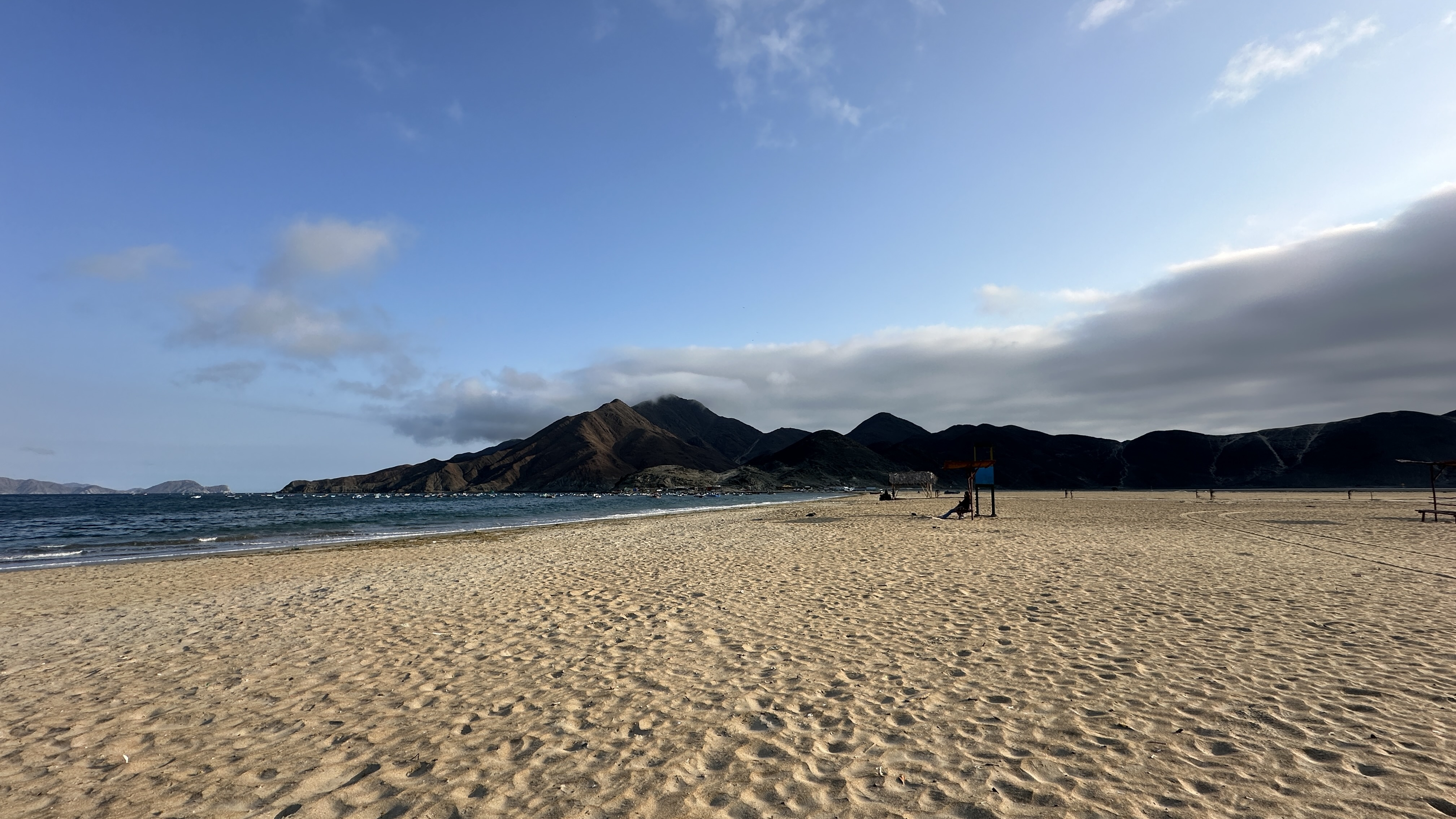

Corresponde a la mitad sur de la ciudad de Chimbote, con las zonas residenciales y las playas de la ciudad. Es la zona de más nivel socio-económico de la ciudad, con varias urbanizaciones, supermercados, incluye también el aeropuerto y universidades.
Este distrito se caracteriza por tener la Plaza Mayor más grande del Perú, con un monumento diseñado por Enrique Olivera Arroyo, que representa a una ·Garza· significando al ave migratoria que se encuentra en el distrito ecológico. El distrito de Nuevo Chimbote está zonificado en urbanizaciones como Buenos Aires, Los Héroes, José Carlos Mariátegui, Cipreses, Pacífico, Las Casuarinas, Bruces, Cáceres Aramayo, Banchero Rossi, Santa Cristina, Santa Rosa, El Bosque, Las Gardenias, San Rafael, Los Portales, Bellamar, Nicolás Garatea, etc. Las avenidas más concurridas son Pacífico, Argentina, Anchoveta, Brasil, Country.
Este distrito cuenta con un moderno cementerio privado llamado Lomas de la Paz, similar a los grandes cementerios que existen en la ciudad de Lima. Grandes supermercados como Plaza Vea y Metro están presentes en Nuevo Chimbote, además un moderno Real Plaza, debido al gran crecimiento urbano y poblacional. También cuenta con universidades como la UTP, la UCV y la UNS.

## Historia
El distrito fue creado el 27 de mayo de 1994 mediante Ley N° 26318 dada en el gobierno de Alberto Fujimori.

## Población
El Distrito de Nuevo Chimbote cuenta en la actualidad con más de 200.500 habitantes, el crecimiento que ha experimentado se debe a numerosos factores, pero sin duda, uno de ellos es el crecimiento económico, que hacen de ella una ciudad con un futuro aún más prometedor.

## Autoridades

### Municipales
- 2023 - 2026[6]
  - Alcalde: Walter Soto.